# Тетяна Цибуляк

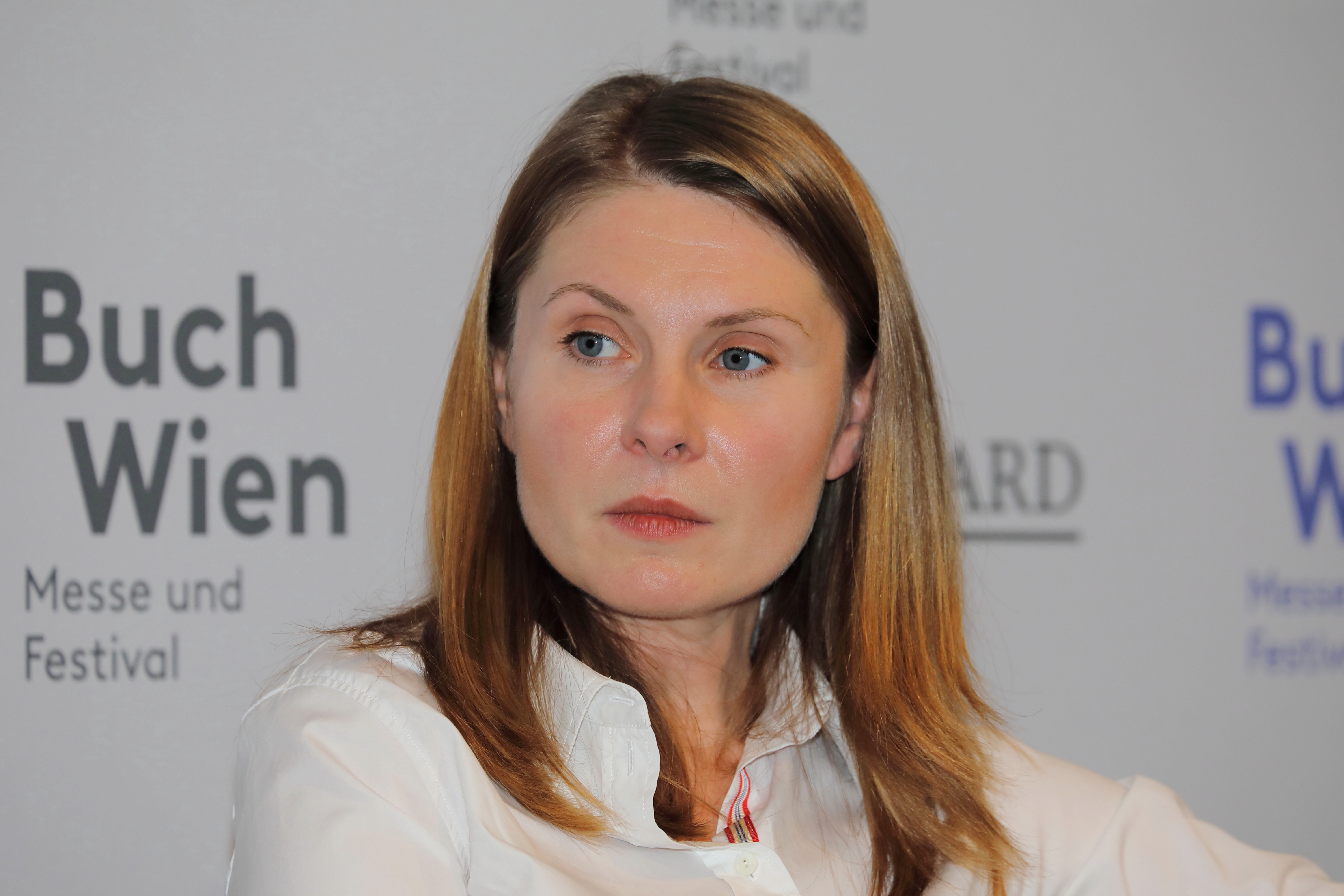
Tatiana Tibuleac

Тетяна Тібуляк (нар. 15 жовтня 1978) — молдовська письменниця. Вона народилася в Кишиніві і вивчала журналістику та комунікації в Молдовському державному університеті. Вперше вона здобула популярність завдяки своїй колонці «Правдиві історії», яка з’явилася в газеті «Flux» у середині 1990-х років. Вона також працювала телерепортером і ведучою новин у Кишиневі. У 2008 році вона переїхала до Парижа.
Вона опублікувала свою першу книгу Fabule Moderne (оповідання) у 2014 році, а свій перший роман Vara în care mama a avut ochii verzi в 2017 році. Роман отримав кілька літературних премій і був перекладений французькою та Іспанська. Її другий роман «Grădina de sticlă» отримав Літературну премію ЄС.

## Опубліковані праці
- 2014 Fabule moderne
- 2017 Vаrа în care mama a avut ochii verzi
- 2018 Grădina de sticlă